# Canhão de Alekhine
|   | a | b | c | d | e | f | g | h |   |
| 8 | b8 preto torre · f8 preto rei · a7 preto peão · c7 preto torre · d7 preto rainha · e7 preto cavalo · g7 preto peão · a6 branco peão · b6 preto peão · c6 preto cavalo · e6 preto peão · h6 preto peão · b5 branco bispo · d5 preto peão · e5 branco peão · f5 preto peão · b4 branco peão · d4 branco peão · f4 branco peão · c3 branco torre · f3 branco cavalo · c2 branco torre · g2 branco peão · h2 branco peão · c1 branco rainha · g1 branco rei | b8 preto torre · f8 preto rei · a7 preto peão · c7 preto torre · d7 preto rainha · e7 preto cavalo · g7 preto peão · a6 branco peão · b6 preto peão · c6 preto cavalo · e6 preto peão · h6 preto peão · b5 branco bispo · d5 preto peão · e5 branco peão · f5 preto peão · b4 branco peão · d4 branco peão · f4 branco peão · c3 branco torre · f3 branco cavalo · c2 branco torre · g2 branco peão · h2 branco peão · c1 branco rainha · g1 branco rei | b8 preto torre · f8 preto rei · a7 preto peão · c7 preto torre · d7 preto rainha · e7 preto cavalo · g7 preto peão · a6 branco peão · b6 preto peão · c6 preto cavalo · e6 preto peão · h6 preto peão · b5 branco bispo · d5 preto peão · e5 branco peão · f5 preto peão · b4 branco peão · d4 branco peão · f4 branco peão · c3 branco torre · f3 branco cavalo · c2 branco torre · g2 branco peão · h2 branco peão · c1 branco rainha · g1 branco rei | b8 preto torre · f8 preto rei · a7 preto peão · c7 preto torre · d7 preto rainha · e7 preto cavalo · g7 preto peão · a6 branco peão · b6 preto peão · c6 preto cavalo · e6 preto peão · h6 preto peão · b5 branco bispo · d5 preto peão · e5 branco peão · f5 preto peão · b4 branco peão · d4 branco peão · f4 branco peão · c3 branco torre · f3 branco cavalo · c2 branco torre · g2 branco peão · h2 branco peão · c1 branco rainha · g1 branco rei | b8 preto torre · f8 preto rei · a7 preto peão · c7 preto torre · d7 preto rainha · e7 preto cavalo · g7 preto peão · a6 branco peão · b6 preto peão · c6 preto cavalo · e6 preto peão · h6 preto peão · b5 branco bispo · d5 preto peão · e5 branco peão · f5 preto peão · b4 branco peão · d4 branco peão · f4 branco peão · c3 branco torre · f3 branco cavalo · c2 branco torre · g2 branco peão · h2 branco peão · c1 branco rainha · g1 branco rei | b8 preto torre · f8 preto rei · a7 preto peão · c7 preto torre · d7 preto rainha · e7 preto cavalo · g7 preto peão · a6 branco peão · b6 preto peão · c6 preto cavalo · e6 preto peão · h6 preto peão · b5 branco bispo · d5 preto peão · e5 branco peão · f5 preto peão · b4 branco peão · d4 branco peão · f4 branco peão · c3 branco torre · f3 branco cavalo · c2 branco torre · g2 branco peão · h2 branco peão · c1 branco rainha · g1 branco rei | b8 preto torre · f8 preto rei · a7 preto peão · c7 preto torre · d7 preto rainha · e7 preto cavalo · g7 preto peão · a6 branco peão · b6 preto peão · c6 preto cavalo · e6 preto peão · h6 preto peão · b5 branco bispo · d5 preto peão · e5 branco peão · f5 preto peão · b4 branco peão · d4 branco peão · f4 branco peão · c3 branco torre · f3 branco cavalo · c2 branco torre · g2 branco peão · h2 branco peão · c1 branco rainha · g1 branco rei | b8 preto torre · f8 preto rei · a7 preto peão · c7 preto torre · d7 preto rainha · e7 preto cavalo · g7 preto peão · a6 branco peão · b6 preto peão · c6 preto cavalo · e6 preto peão · h6 preto peão · b5 branco bispo · d5 preto peão · e5 branco peão · f5 preto peão · b4 branco peão · d4 branco peão · f4 branco peão · c3 branco torre · f3 branco cavalo · c2 branco torre · g2 branco peão · h2 branco peão · c1 branco rainha · g1 branco rei | 8 |
| 7 | b8 preto torre · f8 preto rei · a7 preto peão · c7 preto torre · d7 preto rainha · e7 preto cavalo · g7 preto peão · a6 branco peão · b6 preto peão · c6 preto cavalo · e6 preto peão · h6 preto peão · b5 branco bispo · d5 preto peão · e5 branco peão · f5 preto peão · b4 branco peão · d4 branco peão · f4 branco peão · c3 branco torre · f3 branco cavalo · c2 branco torre · g2 branco peão · h2 branco peão · c1 branco rainha · g1 branco rei | b8 preto torre · f8 preto rei · a7 preto peão · c7 preto torre · d7 preto rainha · e7 preto cavalo · g7 preto peão · a6 branco peão · b6 preto peão · c6 preto cavalo · e6 preto peão · h6 preto peão · b5 branco bispo · d5 preto peão · e5 branco peão · f5 preto peão · b4 branco peão · d4 branco peão · f4 branco peão · c3 branco torre · f3 branco cavalo · c2 branco torre · g2 branco peão · h2 branco peão · c1 branco rainha · g1 branco rei | b8 preto torre · f8 preto rei · a7 preto peão · c7 preto torre · d7 preto rainha · e7 preto cavalo · g7 preto peão · a6 branco peão · b6 preto peão · c6 preto cavalo · e6 preto peão · h6 preto peão · b5 branco bispo · d5 preto peão · e5 branco peão · f5 preto peão · b4 branco peão · d4 branco peão · f4 branco peão · c3 branco torre · f3 branco cavalo · c2 branco torre · g2 branco peão · h2 branco peão · c1 branco rainha · g1 branco rei | b8 preto torre · f8 preto rei · a7 preto peão · c7 preto torre · d7 preto rainha · e7 preto cavalo · g7 preto peão · a6 branco peão · b6 preto peão · c6 preto cavalo · e6 preto peão · h6 preto peão · b5 branco bispo · d5 preto peão · e5 branco peão · f5 preto peão · b4 branco peão · d4 branco peão · f4 branco peão · c3 branco torre · f3 branco cavalo · c2 branco torre · g2 branco peão · h2 branco peão · c1 branco rainha · g1 branco rei | b8 preto torre · f8 preto rei · a7 preto peão · c7 preto torre · d7 preto rainha · e7 preto cavalo · g7 preto peão · a6 branco peão · b6 preto peão · c6 preto cavalo · e6 preto peão · h6 preto peão · b5 branco bispo · d5 preto peão · e5 branco peão · f5 preto peão · b4 branco peão · d4 branco peão · f4 branco peão · c3 branco torre · f3 branco cavalo · c2 branco torre · g2 branco peão · h2 branco peão · c1 branco rainha · g1 branco rei | b8 preto torre · f8 preto rei · a7 preto peão · c7 preto torre · d7 preto rainha · e7 preto cavalo · g7 preto peão · a6 branco peão · b6 preto peão · c6 preto cavalo · e6 preto peão · h6 preto peão · b5 branco bispo · d5 preto peão · e5 branco peão · f5 preto peão · b4 branco peão · d4 branco peão · f4 branco peão · c3 branco torre · f3 branco cavalo · c2 branco torre · g2 branco peão · h2 branco peão · c1 branco rainha · g1 branco rei | b8 preto torre · f8 preto rei · a7 preto peão · c7 preto torre · d7 preto rainha · e7 preto cavalo · g7 preto peão · a6 branco peão · b6 preto peão · c6 preto cavalo · e6 preto peão · h6 preto peão · b5 branco bispo · d5 preto peão · e5 branco peão · f5 preto peão · b4 branco peão · d4 branco peão · f4 branco peão · c3 branco torre · f3 branco cavalo · c2 branco torre · g2 branco peão · h2 branco peão · c1 branco rainha · g1 branco rei | b8 preto torre · f8 preto rei · a7 preto peão · c7 preto torre · d7 preto rainha · e7 preto cavalo · g7 preto peão · a6 branco peão · b6 preto peão · c6 preto cavalo · e6 preto peão · h6 preto peão · b5 branco bispo · d5 preto peão · e5 branco peão · f5 preto peão · b4 branco peão · d4 branco peão · f4 branco peão · c3 branco torre · f3 branco cavalo · c2 branco torre · g2 branco peão · h2 branco peão · c1 branco rainha · g1 branco rei | 7 |
| 6 | b8 preto torre · f8 preto rei · a7 preto peão · c7 preto torre · d7 preto rainha · e7 preto cavalo · g7 preto peão · a6 branco peão · b6 preto peão · c6 preto cavalo · e6 preto peão · h6 preto peão · b5 branco bispo · d5 preto peão · e5 branco peão · f5 preto peão · b4 branco peão · d4 branco peão · f4 branco peão · c3 branco torre · f3 branco cavalo · c2 branco torre · g2 branco peão · h2 branco peão · c1 branco rainha · g1 branco rei | b8 preto torre · f8 preto rei · a7 preto peão · c7 preto torre · d7 preto rainha · e7 preto cavalo · g7 preto peão · a6 branco peão · b6 preto peão · c6 preto cavalo · e6 preto peão · h6 preto peão · b5 branco bispo · d5 preto peão · e5 branco peão · f5 preto peão · b4 branco peão · d4 branco peão · f4 branco peão · c3 branco torre · f3 branco cavalo · c2 branco torre · g2 branco peão · h2 branco peão · c1 branco rainha · g1 branco rei | b8 preto torre · f8 preto rei · a7 preto peão · c7 preto torre · d7 preto rainha · e7 preto cavalo · g7 preto peão · a6 branco peão · b6 preto peão · c6 preto cavalo · e6 preto peão · h6 preto peão · b5 branco bispo · d5 preto peão · e5 branco peão · f5 preto peão · b4 branco peão · d4 branco peão · f4 branco peão · c3 branco torre · f3 branco cavalo · c2 branco torre · g2 branco peão · h2 branco peão · c1 branco rainha · g1 branco rei | b8 preto torre · f8 preto rei · a7 preto peão · c7 preto torre · d7 preto rainha · e7 preto cavalo · g7 preto peão · a6 branco peão · b6 preto peão · c6 preto cavalo · e6 preto peão · h6 preto peão · b5 branco bispo · d5 preto peão · e5 branco peão · f5 preto peão · b4 branco peão · d4 branco peão · f4 branco peão · c3 branco torre · f3 branco cavalo · c2 branco torre · g2 branco peão · h2 branco peão · c1 branco rainha · g1 branco rei | b8 preto torre · f8 preto rei · a7 preto peão · c7 preto torre · d7 preto rainha · e7 preto cavalo · g7 preto peão · a6 branco peão · b6 preto peão · c6 preto cavalo · e6 preto peão · h6 preto peão · b5 branco bispo · d5 preto peão · e5 branco peão · f5 preto peão · b4 branco peão · d4 branco peão · f4 branco peão · c3 branco torre · f3 branco cavalo · c2 branco torre · g2 branco peão · h2 branco peão · c1 branco rainha · g1 branco rei | b8 preto torre · f8 preto rei · a7 preto peão · c7 preto torre · d7 preto rainha · e7 preto cavalo · g7 preto peão · a6 branco peão · b6 preto peão · c6 preto cavalo · e6 preto peão · h6 preto peão · b5 branco bispo · d5 preto peão · e5 branco peão · f5 preto peão · b4 branco peão · d4 branco peão · f4 branco peão · c3 branco torre · f3 branco cavalo · c2 branco torre · g2 branco peão · h2 branco peão · c1 branco rainha · g1 branco rei | b8 preto torre · f8 preto rei · a7 preto peão · c7 preto torre · d7 preto rainha · e7 preto cavalo · g7 preto peão · a6 branco peão · b6 preto peão · c6 preto cavalo · e6 preto peão · h6 preto peão · b5 branco bispo · d5 preto peão · e5 branco peão · f5 preto peão · b4 branco peão · d4 branco peão · f4 branco peão · c3 branco torre · f3 branco cavalo · c2 branco torre · g2 branco peão · h2 branco peão · c1 branco rainha · g1 branco rei | b8 preto torre · f8 preto rei · a7 preto peão · c7 preto torre · d7 preto rainha · e7 preto cavalo · g7 preto peão · a6 branco peão · b6 preto peão · c6 preto cavalo · e6 preto peão · h6 preto peão · b5 branco bispo · d5 preto peão · e5 branco peão · f5 preto peão · b4 branco peão · d4 branco peão · f4 branco peão · c3 branco torre · f3 branco cavalo · c2 branco torre · g2 branco peão · h2 branco peão · c1 branco rainha · g1 branco rei | 6 |
| 5 | b8 preto torre · f8 preto rei · a7 preto peão · c7 preto torre · d7 preto rainha · e7 preto cavalo · g7 preto peão · a6 branco peão · b6 preto peão · c6 preto cavalo · e6 preto peão · h6 preto peão · b5 branco bispo · d5 preto peão · e5 branco peão · f5 preto peão · b4 branco peão · d4 branco peão · f4 branco peão · c3 branco torre · f3 branco cavalo · c2 branco torre · g2 branco peão · h2 branco peão · c1 branco rainha · g1 branco rei | b8 preto torre · f8 preto rei · a7 preto peão · c7 preto torre · d7 preto rainha · e7 preto cavalo · g7 preto peão · a6 branco peão · b6 preto peão · c6 preto cavalo · e6 preto peão · h6 preto peão · b5 branco bispo · d5 preto peão · e5 branco peão · f5 preto peão · b4 branco peão · d4 branco peão · f4 branco peão · c3 branco torre · f3 branco cavalo · c2 branco torre · g2 branco peão · h2 branco peão · c1 branco rainha · g1 branco rei | b8 preto torre · f8 preto rei · a7 preto peão · c7 preto torre · d7 preto rainha · e7 preto cavalo · g7 preto peão · a6 branco peão · b6 preto peão · c6 preto cavalo · e6 preto peão · h6 preto peão · b5 branco bispo · d5 preto peão · e5 branco peão · f5 preto peão · b4 branco peão · d4 branco peão · f4 branco peão · c3 branco torre · f3 branco cavalo · c2 branco torre · g2 branco peão · h2 branco peão · c1 branco rainha · g1 branco rei | b8 preto torre · f8 preto rei · a7 preto peão · c7 preto torre · d7 preto rainha · e7 preto cavalo · g7 preto peão · a6 branco peão · b6 preto peão · c6 preto cavalo · e6 preto peão · h6 preto peão · b5 branco bispo · d5 preto peão · e5 branco peão · f5 preto peão · b4 branco peão · d4 branco peão · f4 branco peão · c3 branco torre · f3 branco cavalo · c2 branco torre · g2 branco peão · h2 branco peão · c1 branco rainha · g1 branco rei | b8 preto torre · f8 preto rei · a7 preto peão · c7 preto torre · d7 preto rainha · e7 preto cavalo · g7 preto peão · a6 branco peão · b6 preto peão · c6 preto cavalo · e6 preto peão · h6 preto peão · b5 branco bispo · d5 preto peão · e5 branco peão · f5 preto peão · b4 branco peão · d4 branco peão · f4 branco peão · c3 branco torre · f3 branco cavalo · c2 branco torre · g2 branco peão · h2 branco peão · c1 branco rainha · g1 branco rei | b8 preto torre · f8 preto rei · a7 preto peão · c7 preto torre · d7 preto rainha · e7 preto cavalo · g7 preto peão · a6 branco peão · b6 preto peão · c6 preto cavalo · e6 preto peão · h6 preto peão · b5 branco bispo · d5 preto peão · e5 branco peão · f5 preto peão · b4 branco peão · d4 branco peão · f4 branco peão · c3 branco torre · f3 branco cavalo · c2 branco torre · g2 branco peão · h2 branco peão · c1 branco rainha · g1 branco rei | b8 preto torre · f8 preto rei · a7 preto peão · c7 preto torre · d7 preto rainha · e7 preto cavalo · g7 preto peão · a6 branco peão · b6 preto peão · c6 preto cavalo · e6 preto peão · h6 preto peão · b5 branco bispo · d5 preto peão · e5 branco peão · f5 preto peão · b4 branco peão · d4 branco peão · f4 branco peão · c3 branco torre · f3 branco cavalo · c2 branco torre · g2 branco peão · h2 branco peão · c1 branco rainha · g1 branco rei | b8 preto torre · f8 preto rei · a7 preto peão · c7 preto torre · d7 preto rainha · e7 preto cavalo · g7 preto peão · a6 branco peão · b6 preto peão · c6 preto cavalo · e6 preto peão · h6 preto peão · b5 branco bispo · d5 preto peão · e5 branco peão · f5 preto peão · b4 branco peão · d4 branco peão · f4 branco peão · c3 branco torre · f3 branco cavalo · c2 branco torre · g2 branco peão · h2 branco peão · c1 branco rainha · g1 branco rei | 5 |
| 4 | b8 preto torre · f8 preto rei · a7 preto peão · c7 preto torre · d7 preto rainha · e7 preto cavalo · g7 preto peão · a6 branco peão · b6 preto peão · c6 preto cavalo · e6 preto peão · h6 preto peão · b5 branco bispo · d5 preto peão · e5 branco peão · f5 preto peão · b4 branco peão · d4 branco peão · f4 branco peão · c3 branco torre · f3 branco cavalo · c2 branco torre · g2 branco peão · h2 branco peão · c1 branco rainha · g1 branco rei | b8 preto torre · f8 preto rei · a7 preto peão · c7 preto torre · d7 preto rainha · e7 preto cavalo · g7 preto peão · a6 branco peão · b6 preto peão · c6 preto cavalo · e6 preto peão · h6 preto peão · b5 branco bispo · d5 preto peão · e5 branco peão · f5 preto peão · b4 branco peão · d4 branco peão · f4 branco peão · c3 branco torre · f3 branco cavalo · c2 branco torre · g2 branco peão · h2 branco peão · c1 branco rainha · g1 branco rei | b8 preto torre · f8 preto rei · a7 preto peão · c7 preto torre · d7 preto rainha · e7 preto cavalo · g7 preto peão · a6 branco peão · b6 preto peão · c6 preto cavalo · e6 preto peão · h6 preto peão · b5 branco bispo · d5 preto peão · e5 branco peão · f5 preto peão · b4 branco peão · d4 branco peão · f4 branco peão · c3 branco torre · f3 branco cavalo · c2 branco torre · g2 branco peão · h2 branco peão · c1 branco rainha · g1 branco rei | b8 preto torre · f8 preto rei · a7 preto peão · c7 preto torre · d7 preto rainha · e7 preto cavalo · g7 preto peão · a6 branco peão · b6 preto peão · c6 preto cavalo · e6 preto peão · h6 preto peão · b5 branco bispo · d5 preto peão · e5 branco peão · f5 preto peão · b4 branco peão · d4 branco peão · f4 branco peão · c3 branco torre · f3 branco cavalo · c2 branco torre · g2 branco peão · h2 branco peão · c1 branco rainha · g1 branco rei | b8 preto torre · f8 preto rei · a7 preto peão · c7 preto torre · d7 preto rainha · e7 preto cavalo · g7 preto peão · a6 branco peão · b6 preto peão · c6 preto cavalo · e6 preto peão · h6 preto peão · b5 branco bispo · d5 preto peão · e5 branco peão · f5 preto peão · b4 branco peão · d4 branco peão · f4 branco peão · c3 branco torre · f3 branco cavalo · c2 branco torre · g2 branco peão · h2 branco peão · c1 branco rainha · g1 branco rei | b8 preto torre · f8 preto rei · a7 preto peão · c7 preto torre · d7 preto rainha · e7 preto cavalo · g7 preto peão · a6 branco peão · b6 preto peão · c6 preto cavalo · e6 preto peão · h6 preto peão · b5 branco bispo · d5 preto peão · e5 branco peão · f5 preto peão · b4 branco peão · d4 branco peão · f4 branco peão · c3 branco torre · f3 branco cavalo · c2 branco torre · g2 branco peão · h2 branco peão · c1 branco rainha · g1 branco rei | b8 preto torre · f8 preto rei · a7 preto peão · c7 preto torre · d7 preto rainha · e7 preto cavalo · g7 preto peão · a6 branco peão · b6 preto peão · c6 preto cavalo · e6 preto peão · h6 preto peão · b5 branco bispo · d5 preto peão · e5 branco peão · f5 preto peão · b4 branco peão · d4 branco peão · f4 branco peão · c3 branco torre · f3 branco cavalo · c2 branco torre · g2 branco peão · h2 branco peão · c1 branco rainha · g1 branco rei | b8 preto torre · f8 preto rei · a7 preto peão · c7 preto torre · d7 preto rainha · e7 preto cavalo · g7 preto peão · a6 branco peão · b6 preto peão · c6 preto cavalo · e6 preto peão · h6 preto peão · b5 branco bispo · d5 preto peão · e5 branco peão · f5 preto peão · b4 branco peão · d4 branco peão · f4 branco peão · c3 branco torre · f3 branco cavalo · c2 branco torre · g2 branco peão · h2 branco peão · c1 branco rainha · g1 branco rei | 4 |
| 3 | b8 preto torre · f8 preto rei · a7 preto peão · c7 preto torre · d7 preto rainha · e7 preto cavalo · g7 preto peão · a6 branco peão · b6 preto peão · c6 preto cavalo · e6 preto peão · h6 preto peão · b5 branco bispo · d5 preto peão · e5 branco peão · f5 preto peão · b4 branco peão · d4 branco peão · f4 branco peão · c3 branco torre · f3 branco cavalo · c2 branco torre · g2 branco peão · h2 branco peão · c1 branco rainha · g1 branco rei | b8 preto torre · f8 preto rei · a7 preto peão · c7 preto torre · d7 preto rainha · e7 preto cavalo · g7 preto peão · a6 branco peão · b6 preto peão · c6 preto cavalo · e6 preto peão · h6 preto peão · b5 branco bispo · d5 preto peão · e5 branco peão · f5 preto peão · b4 branco peão · d4 branco peão · f4 branco peão · c3 branco torre · f3 branco cavalo · c2 branco torre · g2 branco peão · h2 branco peão · c1 branco rainha · g1 branco rei | b8 preto torre · f8 preto rei · a7 preto peão · c7 preto torre · d7 preto rainha · e7 preto cavalo · g7 preto peão · a6 branco peão · b6 preto peão · c6 preto cavalo · e6 preto peão · h6 preto peão · b5 branco bispo · d5 preto peão · e5 branco peão · f5 preto peão · b4 branco peão · d4 branco peão · f4 branco peão · c3 branco torre · f3 branco cavalo · c2 branco torre · g2 branco peão · h2 branco peão · c1 branco rainha · g1 branco rei | b8 preto torre · f8 preto rei · a7 preto peão · c7 preto torre · d7 preto rainha · e7 preto cavalo · g7 preto peão · a6 branco peão · b6 preto peão · c6 preto cavalo · e6 preto peão · h6 preto peão · b5 branco bispo · d5 preto peão · e5 branco peão · f5 preto peão · b4 branco peão · d4 branco peão · f4 branco peão · c3 branco torre · f3 branco cavalo · c2 branco torre · g2 branco peão · h2 branco peão · c1 branco rainha · g1 branco rei | b8 preto torre · f8 preto rei · a7 preto peão · c7 preto torre · d7 preto rainha · e7 preto cavalo · g7 preto peão · a6 branco peão · b6 preto peão · c6 preto cavalo · e6 preto peão · h6 preto peão · b5 branco bispo · d5 preto peão · e5 branco peão · f5 preto peão · b4 branco peão · d4 branco peão · f4 branco peão · c3 branco torre · f3 branco cavalo · c2 branco torre · g2 branco peão · h2 branco peão · c1 branco rainha · g1 branco rei | b8 preto torre · f8 preto rei · a7 preto peão · c7 preto torre · d7 preto rainha · e7 preto cavalo · g7 preto peão · a6 branco peão · b6 preto peão · c6 preto cavalo · e6 preto peão · h6 preto peão · b5 branco bispo · d5 preto peão · e5 branco peão · f5 preto peão · b4 branco peão · d4 branco peão · f4 branco peão · c3 branco torre · f3 branco cavalo · c2 branco torre · g2 branco peão · h2 branco peão · c1 branco rainha · g1 branco rei | b8 preto torre · f8 preto rei · a7 preto peão · c7 preto torre · d7 preto rainha · e7 preto cavalo · g7 preto peão · a6 branco peão · b6 preto peão · c6 preto cavalo · e6 preto peão · h6 preto peão · b5 branco bispo · d5 preto peão · e5 branco peão · f5 preto peão · b4 branco peão · d4 branco peão · f4 branco peão · c3 branco torre · f3 branco cavalo · c2 branco torre · g2 branco peão · h2 branco peão · c1 branco rainha · g1 branco rei | b8 preto torre · f8 preto rei · a7 preto peão · c7 preto torre · d7 preto rainha · e7 preto cavalo · g7 preto peão · a6 branco peão · b6 preto peão · c6 preto cavalo · e6 preto peão · h6 preto peão · b5 branco bispo · d5 preto peão · e5 branco peão · f5 preto peão · b4 branco peão · d4 branco peão · f4 branco peão · c3 branco torre · f3 branco cavalo · c2 branco torre · g2 branco peão · h2 branco peão · c1 branco rainha · g1 branco rei | 3 |
| 2 | b8 preto torre · f8 preto rei · a7 preto peão · c7 preto torre · d7 preto rainha · e7 preto cavalo · g7 preto peão · a6 branco peão · b6 preto peão · c6 preto cavalo · e6 preto peão · h6 preto peão · b5 branco bispo · d5 preto peão · e5 branco peão · f5 preto peão · b4 branco peão · d4 branco peão · f4 branco peão · c3 branco torre · f3 branco cavalo · c2 branco torre · g2 branco peão · h2 branco peão · c1 branco rainha · g1 branco rei | b8 preto torre · f8 preto rei · a7 preto peão · c7 preto torre · d7 preto rainha · e7 preto cavalo · g7 preto peão · a6 branco peão · b6 preto peão · c6 preto cavalo · e6 preto peão · h6 preto peão · b5 branco bispo · d5 preto peão · e5 branco peão · f5 preto peão · b4 branco peão · d4 branco peão · f4 branco peão · c3 branco torre · f3 branco cavalo · c2 branco torre · g2 branco peão · h2 branco peão · c1 branco rainha · g1 branco rei | b8 preto torre · f8 preto rei · a7 preto peão · c7 preto torre · d7 preto rainha · e7 preto cavalo · g7 preto peão · a6 branco peão · b6 preto peão · c6 preto cavalo · e6 preto peão · h6 preto peão · b5 branco bispo · d5 preto peão · e5 branco peão · f5 preto peão · b4 branco peão · d4 branco peão · f4 branco peão · c3 branco torre · f3 branco cavalo · c2 branco torre · g2 branco peão · h2 branco peão · c1 branco rainha · g1 branco rei | b8 preto torre · f8 preto rei · a7 preto peão · c7 preto torre · d7 preto rainha · e7 preto cavalo · g7 preto peão · a6 branco peão · b6 preto peão · c6 preto cavalo · e6 preto peão · h6 preto peão · b5 branco bispo · d5 preto peão · e5 branco peão · f5 preto peão · b4 branco peão · d4 branco peão · f4 branco peão · c3 branco torre · f3 branco cavalo · c2 branco torre · g2 branco peão · h2 branco peão · c1 branco rainha · g1 branco rei | b8 preto torre · f8 preto rei · a7 preto peão · c7 preto torre · d7 preto rainha · e7 preto cavalo · g7 preto peão · a6 branco peão · b6 preto peão · c6 preto cavalo · e6 preto peão · h6 preto peão · b5 branco bispo · d5 preto peão · e5 branco peão · f5 preto peão · b4 branco peão · d4 branco peão · f4 branco peão · c3 branco torre · f3 branco cavalo · c2 branco torre · g2 branco peão · h2 branco peão · c1 branco rainha · g1 branco rei | b8 preto torre · f8 preto rei · a7 preto peão · c7 preto torre · d7 preto rainha · e7 preto cavalo · g7 preto peão · a6 branco peão · b6 preto peão · c6 preto cavalo · e6 preto peão · h6 preto peão · b5 branco bispo · d5 preto peão · e5 branco peão · f5 preto peão · b4 branco peão · d4 branco peão · f4 branco peão · c3 branco torre · f3 branco cavalo · c2 branco torre · g2 branco peão · h2 branco peão · c1 branco rainha · g1 branco rei | b8 preto torre · f8 preto rei · a7 preto peão · c7 preto torre · d7 preto rainha · e7 preto cavalo · g7 preto peão · a6 branco peão · b6 preto peão · c6 preto cavalo · e6 preto peão · h6 preto peão · b5 branco bispo · d5 preto peão · e5 branco peão · f5 preto peão · b4 branco peão · d4 branco peão · f4 branco peão · c3 branco torre · f3 branco cavalo · c2 branco torre · g2 branco peão · h2 branco peão · c1 branco rainha · g1 branco rei | b8 preto torre · f8 preto rei · a7 preto peão · c7 preto torre · d7 preto rainha · e7 preto cavalo · g7 preto peão · a6 branco peão · b6 preto peão · c6 preto cavalo · e6 preto peão · h6 preto peão · b5 branco bispo · d5 preto peão · e5 branco peão · f5 preto peão · b4 branco peão · d4 branco peão · f4 branco peão · c3 branco torre · f3 branco cavalo · c2 branco torre · g2 branco peão · h2 branco peão · c1 branco rainha · g1 branco rei | 2 |
| 1 | b8 preto torre · f8 preto rei · a7 preto peão · c7 preto torre · d7 preto rainha · e7 preto cavalo · g7 preto peão · a6 branco peão · b6 preto peão · c6 preto cavalo · e6 preto peão · h6 preto peão · b5 branco bispo · d5 preto peão · e5 branco peão · f5 preto peão · b4 branco peão · d4 branco peão · f4 branco peão · c3 branco torre · f3 branco cavalo · c2 branco torre · g2 branco peão · h2 branco peão · c1 branco rainha · g1 branco rei | b8 preto torre · f8 preto rei · a7 preto peão · c7 preto torre · d7 preto rainha · e7 preto cavalo · g7 preto peão · a6 branco peão · b6 preto peão · c6 preto cavalo · e6 preto peão · h6 preto peão · b5 branco bispo · d5 preto peão · e5 branco peão · f5 preto peão · b4 branco peão · d4 branco peão · f4 branco peão · c3 branco torre · f3 branco cavalo · c2 branco torre · g2 branco peão · h2 branco peão · c1 branco rainha · g1 branco rei | b8 preto torre · f8 preto rei · a7 preto peão · c7 preto torre · d7 preto rainha · e7 preto cavalo · g7 preto peão · a6 branco peão · b6 preto peão · c6 preto cavalo · e6 preto peão · h6 preto peão · b5 branco bispo · d5 preto peão · e5 branco peão · f5 preto peão · b4 branco peão · d4 branco peão · f4 branco peão · c3 branco torre · f3 branco cavalo · c2 branco torre · g2 branco peão · h2 branco peão · c1 branco rainha · g1 branco rei | b8 preto torre · f8 preto rei · a7 preto peão · c7 preto torre · d7 preto rainha · e7 preto cavalo · g7 preto peão · a6 branco peão · b6 preto peão · c6 preto cavalo · e6 preto peão · h6 preto peão · b5 branco bispo · d5 preto peão · e5 branco peão · f5 preto peão · b4 branco peão · d4 branco peão · f4 branco peão · c3 branco torre · f3 branco cavalo · c2 branco torre · g2 branco peão · h2 branco peão · c1 branco rainha · g1 branco rei | b8 preto torre · f8 preto rei · a7 preto peão · c7 preto torre · d7 preto rainha · e7 preto cavalo · g7 preto peão · a6 branco peão · b6 preto peão · c6 preto cavalo · e6 preto peão · h6 preto peão · b5 branco bispo · d5 preto peão · e5 branco peão · f5 preto peão · b4 branco peão · d4 branco peão · f4 branco peão · c3 branco torre · f3 branco cavalo · c2 branco torre · g2 branco peão · h2 branco peão · c1 branco rainha · g1 branco rei | b8 preto torre · f8 preto rei · a7 preto peão · c7 preto torre · d7 preto rainha · e7 preto cavalo · g7 preto peão · a6 branco peão · b6 preto peão · c6 preto cavalo · e6 preto peão · h6 preto peão · b5 branco bispo · d5 preto peão · e5 branco peão · f5 preto peão · b4 branco peão · d4 branco peão · f4 branco peão · c3 branco torre · f3 branco cavalo · c2 branco torre · g2 branco peão · h2 branco peão · c1 branco rainha · g1 branco rei | b8 preto torre · f8 preto rei · a7 preto peão · c7 preto torre · d7 preto rainha · e7 preto cavalo · g7 preto peão · a6 branco peão · b6 preto peão · c6 preto cavalo · e6 preto peão · h6 preto peão · b5 branco bispo · d5 preto peão · e5 branco peão · f5 preto peão · b4 branco peão · d4 branco peão · f4 branco peão · c3 branco torre · f3 branco cavalo · c2 branco torre · g2 branco peão · h2 branco peão · c1 branco rainha · g1 branco rei | b8 preto torre · f8 preto rei · a7 preto peão · c7 preto torre · d7 preto rainha · e7 preto cavalo · g7 preto peão · a6 branco peão · b6 preto peão · c6 preto cavalo · e6 preto peão · h6 preto peão · b5 branco bispo · d5 preto peão · e5 branco peão · f5 preto peão · b4 branco peão · d4 branco peão · f4 branco peão · c3 branco torre · f3 branco cavalo · c2 branco torre · g2 branco peão · h2 branco peão · c1 branco rainha · g1 branco rei | 1 |
|   | a | b | c | d | e | f | g | h |   |

Canhão de Alekhine, no enxadrismo, é uma formação específica de peças de xadrez que pode ser criada durante o transcorrer de uma partida e que possui importantes vantagens de natureza tática.

## Histórico
Esta formação recebeu esta denominação após uma partida disputada entre o ex-campeão mundial Alexander Alekhine e o ilustre GM Aaron Nimzowitsch em 1930 na cidade de San Remo. A partida terminou com a vitória de Alekhine. A ideia consiste na criação de uma pesada artilharia com a alinhamento entre as duas torres e a dama em uma única coluna, possibilitando efetuar grandes danos ao enxadrista adversário.

## Partida magistral
- GM Alexander Alekhine vs. GM Aaron Nimzowitsch (San Remo, 1930)

| 1.e4 e6 2.d4 d5 3.Cc3 Bb4 4.e5 c5 5.Bd2 Ce7 6.Cb5 Bxd2+ 7.Dxd2 O-O 8.c3 b6 9.f4 Ba6 10.Cf3 Dd7 11.a4 Cbc6 12.b4 cxb4 13.cxb4 Bb7 14.Cd6 f5 15.a5 Cc8 16.Cxb7 Dxb7 17.a6 Df7 18.Bb5 C8e7 19.O-O h6 20.Tfc1 Tfc8 21.Tc2 De8 22.Tac1 Tab8 23.De3 Tc7 24.Tc3 Dd7 25.T1c2 Rf8 26.Dc1 Tbc8 27.Ba4 b5 28.Bxb5 Re8 29.Ba4 Rd8 30.h4 (nesta posição as pretas estão sem lances) 30. … h5 31. Kh2 g6 32. g3 (zugzwang)(1-0) |